# Hans Isak Ridderhielm
Hans Isak Ridderhielm, född omkring 1655, död 30 mars 1709 i Wismar, var en svensk militär.
Hans Isak Ridderhielm var son till generallöjtnant Israel Ridderhielm och Anna Vendela Strömberg samt dotterson till Peder Gudmundsson Strömberg. Han blev student vid Lunds universitet 1668 och vid Strassburgs universitet 1673, volontär vid Livgardet 1674, hovjunkare samma år och fänrik vid Livgardet 1676. Ridderhielm befordrades i maj 1677 till löjtnant, deltog kort därefter i reträtten från Rönneberga backar till Kristianstad, och därefter i slaget vid Landskrona. Han deltog sedan i belägringen av Kristianstad tills fästningen föll under 1678, befordrades samma år till regementskvartermästare och blev senare under året ryttmästare vid Livregementet till häst. Ridderhielm blev major vid Bielkes dragonregemente 1679, överstelöjtnant vid prins Karls livregemente till fot samma år och från 1680 även kommendant på Nya Älvsborg. Han transporterades till Soops regemente i Riga 1692, bevistade med kungligt tillstånd Flandern under pfalziska tronföljdskriget 1690–1695, först vid franska armén och deltog då bland annat i belägringen av Mons, senare hos de allierade där han deltog i slaget vid Leuze, erövringen av Huy och belägringen av Namur. Ridderhielm blev 1696 överste och var 1696–1697 chef för Björneborgs läns infanteriregemente, 1697–1698 chef för ett värvat regemente och kommendant i Stralsund. Han blev 1690 chef för Norra skånska kavalleriregementet och i samband med Danmarks krigsförklaring mot Danmark ingick han i armén som ryckte in i Holstein. Ridderhielm befordrades 1700 till generalmajor, gick 1702 gick med samma armé in i Polen där han vid Kraków mötte huvudarmén och deltog 1703 i slaget vid Pułtusk och belägringen av Thorn, varifrån han i maj 1703 sändes för att skaffa furage, och i juli med en avdelning till Strassburg för att hindra fiendens strövanden. Han blev 1704 generallöjtnant och guvernör i Wismar. Han upphöjdes samtidigt till friherre, men kom aldrig att ta introduktion på riddarhuset. Ridderhielm blev samtidigt chef för Guvernörsregementet i Wismar, en post han innehade fram till sin död. I juli 1708 besökte han polska Preussen för att mönstra några regementen och besöka polske kung Stanisław i Marienburg. Ridderhielm fick i augusti 1709 i befallning att med åtta regementen gå till Stanisławs undsättning, men på grund av sjukdom blev han tvungen att lämna över befälet till general Martin Schultz. Han sålde sina ärvda gårdar Riddersberg i Rogberga socken och Nydala i Nydala socken.